# Irina Levitina
Irina Salomovna Levitina (Leningrado, 8 giugno 1954) è una scacchista e giocatrice di bridge statunitense di origine sovietica.

## Carriera scacchistica
- 1973   2º-5º posto al torneo interzonale femminile di Minorca, accedendo al torneo di candidati
- 1974   vince il torneo dei candidati battendo nella finale 6,5 : 5,5 Valentina Kozlovskaja
- 1975   gioca a Mosca un match per il titolo mondiale femminile contro Nana Aleksandrija, perdendo 8 : 9
- 1977   nei quarti di finale del torneo dei candidati di Dortmund perde contro Alla Kušnir 3 : 6
- 1982   2º posto al torneo interzonale femminile di Tbilisi
- 1983   nel torneo dei candidati batte Nona Gaprindashvili 6 : 4 a Leopoli, Nana Aleksandrija 7,5 : 6,5 a Dubna  e Lidia Semenova 7 : 5 a Soči, conquistando il diritto di giocare un match col titolo femminile in palio
- 1984   nel match di Volgograd contro la campionessa in carica Majja Čiburdanidze perde 5 : 8
- 1987   2º-4º posto nell'interzonale femminile di Smederevska Palanka
- 1988   3º-4º posto nel torneo dei candidati femminile di Chaltubo (Georgia)
- 1991   3º-4º posto nell'interzonale femminile si Subotica
- 1992   6º posto nel torneo dei candidati di Shanghai, vinto da Zsuzsa Polgár

Vinse quattro volte il campionato sovietico femminile: nel 1971, 1978 (alla pari), 1979 e 1981.
Partecipò a quattro olimpiadi femminili: dal 1972 al 1988 con l'URSS e nel 1992 con gli Stati Uniti. Vinse quattro medaglie d'oro (tre di squadra e una individuale).
Negli anni ottanta emigrò negli Stati Uniti e vinse il campionato americano femminile nel 1991 (alla pari), 1992 (alla pari) e 1993.
Ottenne il titolo di Grande Maestro Femminile nel 1976.

## Carriera nel bridge
Irina Levitina si dedica da molti anni solo al bridge, ed è una professionista di questo gioco. Ha vinto quattro volte il campionato mondiale femminile e diverse volte il campionato degli Stati Uniti.
Nel 2008 è al secondo posto nella classifica mondiale femminile della Federazione Internazionale del Bridge.